# IJtunnel

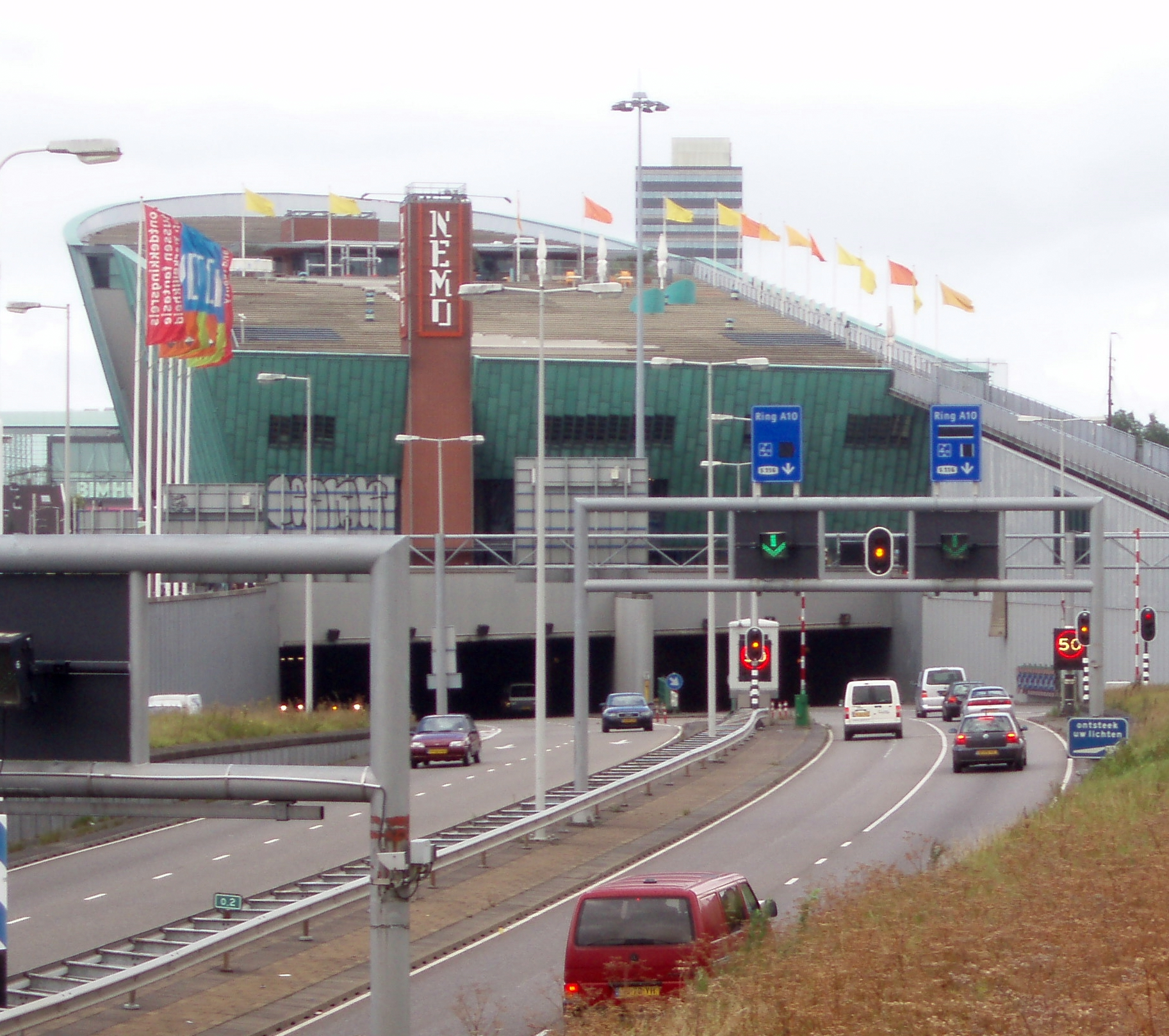
Die Südeinfahrt in den IJ-Tunnel

Der IJtunnel ist eine Verkehrsverbindung in Amsterdam. Die Innenstadt wird vom nördlichen Teil, Amsterdam Nord, getrennt durch den Fluss IJ. In den letzten 40 Jahren wurde durch den stark angestiegenen Kfz-Verkehr eine Tunnelverbindung erforderlich.

## Geschichte
Das nördlich gelegene Gebiet vom Amsterdam war früher ein Landbaugebiet, das 1877 der Gemeinde Amsterdam zugeteilt wurde. Bereits 1935 wurde nach dem Allgemeinen Ausbreitungsplan („Allgemeen Uitbreidungsplan“, AUP) der Gemeinde ein Beschluss für einen Tunnelbau gefasst. Durch den immer größer werdenden Bevölkerungszuwachs und den damit verbundenen Wohnungsbau Anfang des 20. Jahrhunderts wurde in den 1960er Jahren der Bau einer Verkehrsverbindung mit dem Norden der Stadt nötig.
Die Verbindung wurde vor dem Bau des IJ-Tunnels mit Fährschiffen geregelt. Diese konnten den wachsenden Kfz-Verkehr jedoch nicht mehr bewältigen. 1957 wurde mit dem Bau des Tunnels begonnen und am 30. Oktober 1968 wurde er mit einer Länge von 1.682 Meter und einer lichten Höhe von 4,08 Meter fertiggestellt.
Zwei Gebäude am IJ-Ufer saugen die Abgase der Verbrennungsmotoren der Kraftfahrzeuge ab und versorgen den Tunnel mit frischer Luft. Mit 22 Überwachungskameras wird der zweispurige Verkehr kontrolliert. Im Winter schützen unter der Tunnelstraße angebrachte Heizröhren die Fahrbahn vor Frostschäden. Ein Computerprogramm regelt die Lichtverhältnisse, sodass ein gleichmäßiger Übergang vom Tunnel- zum Tageslicht in den Ein- bzw. Ausfahrtsbereichen stattfindet.
Das Science Center „Nemo“ wurde über der Südeinfahrt des IJ-Tunnels gebaut.